# Волдо: геній на орбіті
«Волдо» (англ. Waldo) — фантастична книга Роберта Гайнлайна, вперше опублікована у серпні 1942 року журналом «Astounding Magazine» під псевдонімом Енсон Макдональд у форматі повісті, у 1950 році твір розширено до розмірів роману під назвою «Волдо: геній на орбіті» (англ. «Waldo: Genius in Orbit»).
Пізніше включене в збірки: «Неприємна професія Джонатана Гоуґа» (1959), «Фантазії Роберта Гайнлайна» (1999).
Сюжет розповідає про повернення геніального-інженера із свого добровільного усамітнення до нормального життя після переборювання міастенії. Причиною до всіх змін була магія, яка проникла у наш чисто технологічний світ.
Волдо Фартінгвей-Джонс народився фізично слабкою дитиною в багатій родині. Потужний інтелект та гроші його батьків на розробку його запатентованих «Синхронних реплікаційних пантографів Уолдо Ф. Джонса» зробили його настільки багатим, що він зміг побудувати собі домівку на орбіті, де він не відчував незручностей.
Живучи на орбіті він поводив себе як зарозумілий мізантроп. Базуючись на тому, що люди в 10 разів слабші за шимпанзе, а він в 10 разів слабший за інших людей, то він вважав інших людей «шимпанзе» порівняно із собою.
В сюжеті його дистанційні маніпулятори називались «волдо». Деякі реальні моделі дистанційних маніпуляторів, які були створені пізніше, теж почали називатись «волдо».

## Сюжет
Сюжет починається з віртуозного виступу танцюриста. Після виступу, поки він перевдягається, щоб повернутись до своєї роботи нейрохірурга, репортер розпитує його, про його заняття танцями. Вся інша частина історії є флешбеком.
Джеймс Стівенс, головний інженер Північно-Американської енергетичної компанії (NAPA), стикнувся з проблемою відмови двигунів, що живляються від бездротової передачі електрики. Економіка ґрунтувалась на дешевій атомній енергії, яка передавалась дездротово до будинків, виробництв та механізмів. Якщо такі загадкові відмови почастішають, це могло б спричинити повний колапс.
Серцем технології передачі енергії були «приймачі де Калба». У відчаї Стівенс звернувся до доктора Граймса, який колись опікувався Волдо. Волдо мав зуб на NAPA, оскільки декілька років тому програв їм юридичну боротьбу за патент.
Вони прибули в гості до Волдо на орбіту, але він поставився вороже до пропозиції NAPA. Тоді доктор Граймс наодинці переконав його співпрацювати, оскільки постачання продуктів до домівки Волдо здійснювалось кораблями із таким самим способом живлення. Також доктор попросив дослідити ще одне питання, яке його цікавило: як бездротова передача енергії впливає на людей, оскільки він зауважував поступове послаблення фізичної здатності людей.
Стівенс повернувся на Землю і вислухав доповідь одного зі своїх інженерів Маклауда. Той подорожував на своєму аеромобілі, і коли в нього поламався «приймач де Калба», він приземлився в глибинці Пенсільванії біля будинку старого цілителя Шнайдера. Той попросив оглянути «де Кальб» і після огляду заявив, що «тепер пальці зможуть», маючи на увазі, що антени поремонтовано. Антени при роботі тепер почали гнутись і колихатись, наче намагаючись дотягнутись до чогось.
Коли до Волдо зателефонував дослідник NAPA доктор Рамбо, що оглядав поремонтований «де Кальб», то він поводив себе дивно і приголомшив заявою «магія прорвалась в наш світ» і продемонстрував деякі трюки, які він назвав магічними. Волдо попросив Стівенса привезти Рамбо до нього, але той втік з-під нагляду. Перед втечею він встиг аналогічним чином поремонтувати другий «де Кальб».
Волдо, оглядаючи привезені до нього поремонтовані «де Кальби», вирішив поспілкуватись зі Шнайдером, але оскільки той відмовився покидати Землю, Уолдо почав готуватись до відвідин Землі. В медичному кораблі під наглядом доктора Граймса у водному контейнері він прибув до Шнайдера, і коли той оглянув його то заявив, що Волдо може встати і піти. Коли Волдо запротестував, Шнайдер сказав, що той мусить «дотягнутись до енергії», що «Інший Світ поряд і він повний енергії»  потрібно тільки взяти її. Під наглядом Шнайдера Волдо спромігся підняти чашку одніїю рукою, що раніше йому не вдавалося.
Шнайдер розказав про старе вірування, що коли щось може бути істинним в нашому світі, то в Іншому Світі це може бути не так. А оскільки наш розум працює в Іншому Світі, така різниця важлива. Оскільки Маклауд був «втомлений та дратівливий» то одна «погана істина» спричинила поломку «де Кальба». Шнайдер просто знайшов «іншу істину» і «де Кальб» запрацював.
Спочатку Волдо подумав, що він даремно згаяв час, але коли він спробував метод Шнайдера на зіпсованому «де Кальбі», той поремонтувався аналогічним чином.
Тим часом Стівенс знайшов його, щоб розповісти, що справи з поломками «де Кальбів» стали гірше. Уолдо, який повірив у раніше неможливе, відповів йому словами Рамбо: «магія прорвалась в наш світ».
Волдо зрозумів, що проблеми Стівенса та Граймса пов'язані: передаваєма енергія впливала на нервову систему людей, люди втомлювались, дратувались, і якось це нездужання передавалось «де Кальбам». А ще запримітив, що поремонтовані «де Кальби» працювали без передаваємої енергії. Вони брали енергію із Шнайдерівського Іншого Світу. Волдо використав це для своєї помсти.
Запросивши представників NAPA до себе до дому, Волдо продемонстрував як він ремонтує «де Кальби» і пообіцяв навчити інших ремонтувати їх. Отримавши підтвердження виконання свого контракту із NAPA, він продемонстрував їм «де Кальб Джонса-Шнайдера» —машину Руба Голдберга яка отримувала енергію нізвідки. Налякавши, що цим пристроєм він розорить NAPA, він заключив з ними дуже вигідний контракт, хоча нова машина була лишень ретельно замаскованим відремонтованим «де Кальбом».
Врешті Волдо збагнув, що він може черпати силу Іншого Світу і для самого себе. Розігравши Стівенса та Граймса, він прибуває на Землю і виходить вільно з корабля.
Повертаючись до розповідаючого танцюриста, яким є Волдо, ми бачимо його узгоджуючим свою нову програму із асистентом — бувшим головою ради директорів NAPA.